# Virtuelles Museum des Protestantismus
Das im Jahre 2003 durch die Fondation pasteur Eugène Bersier (Stiftung Pfarrer Eugène Bersier) gegründete Virtuelle Museum des Protestantismus erzählt die Geschichte des Protestantismus in Frankreich vom 16. Jahrhundert bis heute.

## Geschichte
Im März 1994 beauftragte die Fédération protestante de France die Fondation pasteur Eugène Bersier, Überlegungen und Schritte zur Neuansiedlung seiner Büros in Paris zu unternehmen. Das Projekt entwickelte sich zu einem Ort der Erinnerung und Museum der Bibel und des Protestantismus, wurde dann aber aufgegeben.
Im Jahr 2000 beschloss die Stiftung, der die Gründung eines echten Museums zur Geschichte des Protestantismus verwehrt blieb, zusammen mit der Société de l'histoire du protestantisme français (Gesellschaft für die Geschichte des französischen Protestantismus) die Einrichtung eines Museums im Internet: Es entstand das virtuelle Museum des französischen Protestantismus mit dem Kernziel, die Besonderheiten des Protestantismus in der französischen Geschichte deutlich zu machen.
Die Website des kostenlos zugänglichen Museums wurde im Januar 2003 eröffnet. Schon bald wurde es durch ein breites Publikum besucht, das sich nach Eröffnung der englischen und deutschen Version dank Unterstützung der Region Île-de-France und des französischen Kulturministeriums weiterhin vergrößert.
2014 wurden unter Beibehaltung des vorhandenen Inhalts sowohl das Design als auch die Navigation vollkommen überarbeitet.

## Inhalt
Das virtuelle Museum des Protestantismus umfasst über 1.000 Artikel, verteilt auf vier Rubriken, illustriert mit 3.000 Bildern. Diese mit Videos, Dokumenten und Literaturhinweisen angereicherten Artikel sind auf Französisch, Englisch und Deutsch zugreifbar. Alternativ lassen sich die Artikel auch in Rundgänge einteilen, innerhalb derer sie in relevanter Reihenfolge nach Themen gegliedert sind, um so die Idee einer Museumsführung aufzugreifen. Auf der Startseite illustriert eine Zeitachse die Eckdaten der Geschichte des Protestantismus.
Die vier Hauptrubriken des Museums sind:
- Geschichte
- Persönlichkeiten
- Themen
- Kunst und Erbe

Ebenfalls angeboten werden einige Ausstellungen, die zuvor durch die protestantischen Museen zirkuliert sind. Ihnen sind besondere Artikel gewidmet.
Seit dem 4. Mai 2015 bietet das Museum einen dem Unterrichtsthema „protestantische Reformation“ gewidmeten online-Rundgang, der für die Schüler der französischen Klasse 5e speziell erarbeitet wurde, mit angepassten pädagogischen Artikeln, die zahlreiche Audioelemente, Bilder, Videos sowie an Lehrer gerichtete Unterlagen und einen Fragebogen zur Validierung der Bildungsleistung umfassen.